# Platdietse streek

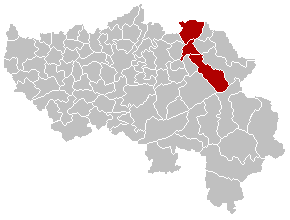
De Platdietse streek in de provincie Luik

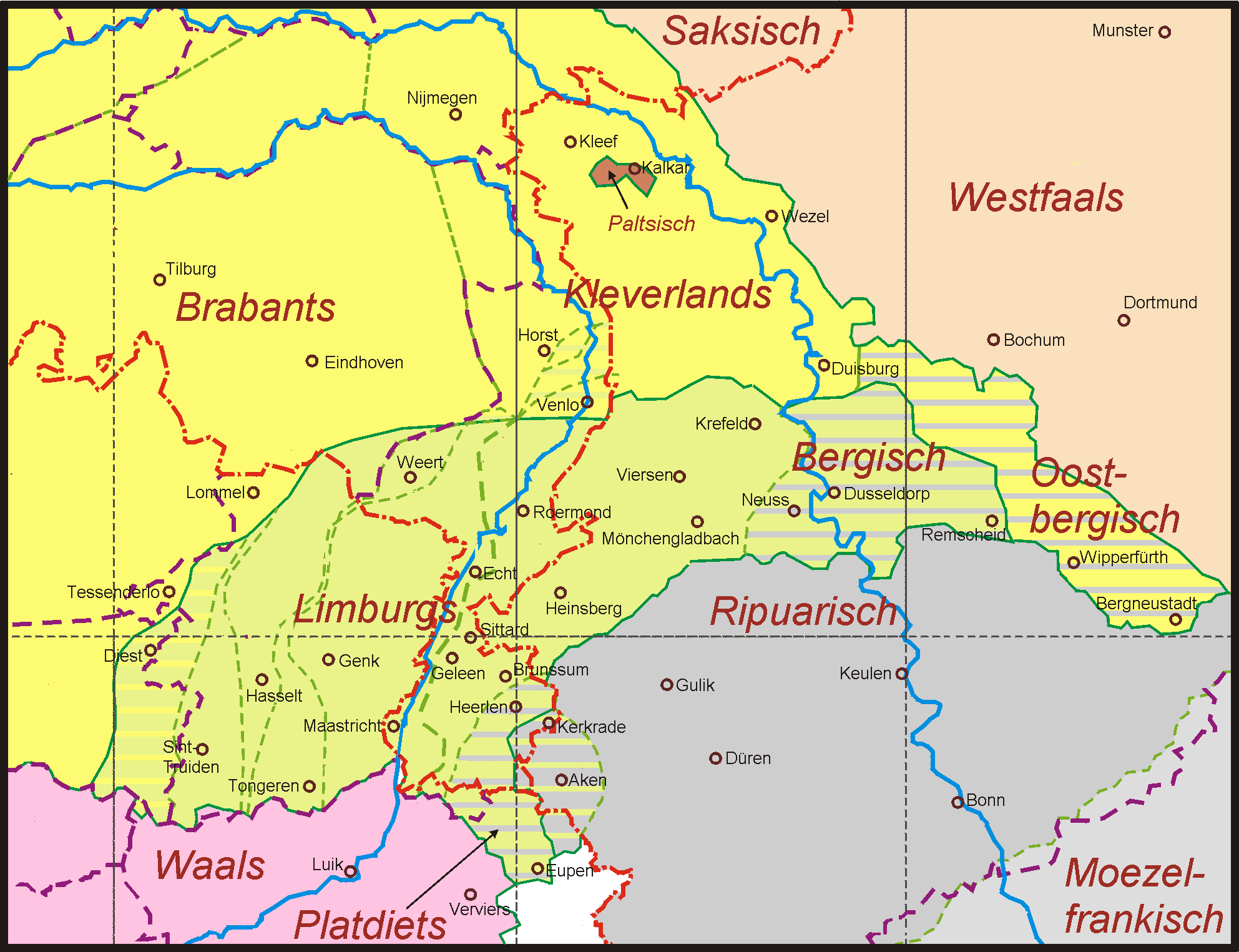
- HET LIMBURGS TAALLANDSCHAP -
Het zuidelijk Maas-Rijnlandse (Limburgs-Nederrijnse) dialectcontinuüm

De Platdietse streek ligt in het noordoosten van de Belgische provincie Luik. De van oudsher Limburgssprekende regio grenst in het westen aan de officieel Nederlandstalige gemeente Voeren. Een groot deel van de autochtone bewoners van de Platdietse streek is echter verfranst of Franstalig. In het noorden grenst zij aan Nederlands Limburg en in het oosten aan het Duitstalige kanton Eupen.

## Omvang
Deze nu officieel Franstalige, maar van oudsher Limburgs-sprekende streek bestaat uit ten minste negen plaatsen. We geven hier gemakshalve de Nederlandse spelling, tussen haakjes gevolgd door de thans officiële Franse en/of Duitse:
1. Balen (Baelen)
2. Membach
3. Gemmenich
4. Homburg (Hombourg)
5. Montzen
6. Moresnet
7. Sippenaken (Sippenaeken)
8. Welkenraat (Welkenraedt)
9. Hendrik-Kapelle (oorspronkelijk: Hendrikskapelle) (Henri-Chapelle).

Zij zijn thans heringedeeld tot drie gemeenten, respectievelijk:
- Baelen (uit 1 en 2),
- Blieberg (Bleiberg/Plombières) (uit 3 t/m 7) en
- Welkenraedt (uit 8 en 9).

Soms gerekend tot de Platdietse streek:
- Aubel
- Eupen
- Kelmis
- Lontzen
- Raeren
- het oosten van Voeren.

Het stadje Limburg, hoofdstad van het oude hertogdom Limburg, hoorde vroeger ook bij dit gebied. Deze plaatsen zijn echter al langer verfranst.

## Taalkundige situatie

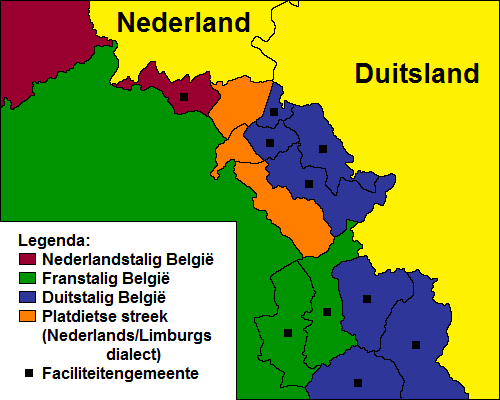
De Platdietse streek

Taalkundig gezien is er meer reden om het Platdiets te relateren aan het nu officieel Duitstalige kanton Eupen, dat nog dezelfde spreektaal bezit. Dit kanton aan de oostkant omvat de gemeenten Eupen, Kelmis, Lontzen en Raeren. Twee aangrenzende plaatsen in de Voerstreek, te weten Teuven en Remersdaal, samen het meest oostelijke deel van de gemeente Voeren vormend, horen er zuiver taalkundig gezien evenzeer bij. Deze beide dorpen vallen sinds 1962 echter onder het Nederlandstalig bestuur van de Belgische provincie Limburg. Het Platdietse taalgebied is dus verdeeld over drie verschillende taalgemeenschappen. Maar de taalkundige eenheid van het gebied is op een andere wijze doorbroken. Een groot centraal gelegen gedeelte maakt nu deel uit van de Franse Gemeenschap. Het gaat in totaal om zo'n 15 tot 16 kleine plaatsen, vrijwel het gehele aaneengesloten noordoostelijke deel van het oude Limburgse kerngebied.

### Limburgs-Ripuarisch
Men noemt deze streek Platdiets, Platduutsj of plattutsch, omdat het lokale dialect er een vorm van het Limburgs is die naar het Duits neigt. Het is een overgangsdialect dat niet zo eenduidig bij het Nederlands of het Duits kan worden ingedeeld. De bevolking kan noch wil zich identificeren met Duitsers (den Pruis), Vlamingen (der Flamender), of Walen (Welsjen).
De naam Platdiets is als taalkundige aanduiding provisorisch. In feite gaat het hier om een overgangsvorm naar het Ripuarisch, een Middelfrankisch en dus Middelduits dialect, die inderdaad min of meer als een eigen taal mag worden gezien. Het betreft hier geen louter lokale, en ook geen strikt interne Belgische taalvariëteit. We treffen nauw verwante vormen van dit Limburgse dialect ook in het aangrenzende deel van Nederlands Limburg tussen Eijsden, Valkenburg, Heerlen en Vaals, en ook het Akens dialect sluit erop aan. Dit Platdiets maakt deel uit van een grensoverschrijdende regionale taal. De term Platdiets heeft alleen nog een lokale, historische en topografische waarde.

## Geschiedenis

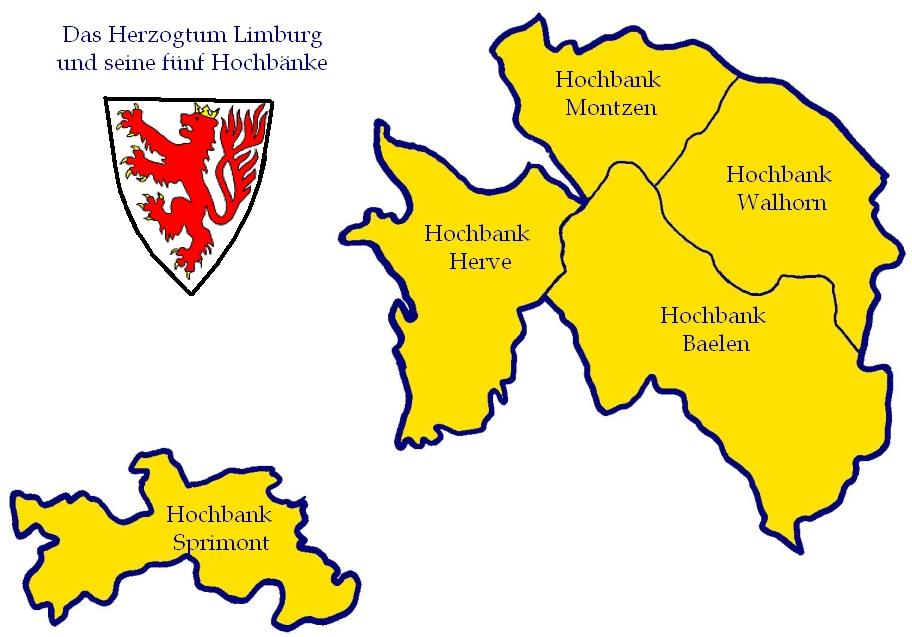
Het hertogdom Limburg en zijn vijf Schepenbanken

Historisch behoorde deze hele streek tot het oude hertogdom Limburg, waar de spreektaal in drie van de vijf bestuurlijke kerngebieden (schepenbanken), de „duytschen Banken“ Walhorn, Baelen en Montzen, Limburgs was. Daarnaast omvatte het hertogdom twee Frans-/Waalstalige Banken (Bans), te weten het westelijke kwartier Herve en de zuidwestelijk gelegen exclave Sprimont. De cultuurtaal was er vanaf de dertiende eeuw het toenmalige Limburgs of Brabants gekleurde Nederlands.
In de Franse tijd werd het hertogdom opgeheven en opgenomen in de departementen Ourthe en Nedermaas. In deze periode werd de Nederlandse cultuurtaal vervangen door het Frans als overheidstaal, en door het Duits als kerktaal.
In 1815 nam koning Willem I der Nederlanden de departementen over als provincies van het Verenigd Koninkrijk der Nederlanden. Het oorspronkelijke stadje Limburg en het grootste deel van het oude hertogdom Limburg kwamen toen te liggen in het departement Ourthe, dat de nieuwe Nederlandse provincie Luik wordt.
Binnen dit staatsverband was er wel een territoriale verbinding met de aangrenzende nieuwe provincie Limburg. In 1839 werd dit gebied door de Belgisch-Nederlandse staatsgrens van Nederlands-Limburg gescheiden, wat een cultureel isolement en een verdere achteruitgang van het Nederlands als cultuurtaal tot gevolg had. Van de oorspronkelijk Limburgstalige banken of kwartieren is Walhorn (nu bij het kanton Eupen) intussen het meest verduitst, terwijl Baelen (nu zonder Eupen) in meerdere, en Montzen (nu zonder Teuven en Remersdaal) in mindere mate verfranst zijn.
Tijdens de Tweede Wereldoorlog werden de gemeenten Sippenaeken, Gemmenich, Homburg, Montzen, Moresnet, Henri-Chapelle, Welkenraedt, Baelen en Membach samen met de Oostkantons geannexeerd door het Duitse Rijk.
Na de Eerste Wereldoorlog en opnieuw na de Tweede won het Frans terrein, mede gevoed door sterke anti-Duitse ressentimenten. Toch verloor de volkstaal haar positie maar gedeeltelijk.
Vervolgens pleegde de landelijke politiek hier een sterk fragmenterende ingreep. Bij het vastleggen van de taalgrens en de taalgebieden in 1962 is de Platdietse streek ingedeeld bij het Franse, de Voerstreek bij het Nederlandse en Eupen bij het Duitse taalgebied. Het gevolg hiervan is dat de lokale spreektaal verder is gemarginaliseerd. Niettemin spraken volgens een onderzoek van de EG-Commissie in 1987 nog 16 000 van de 19 000 inwoners van het gebied het Platdiets.

## Perspectief

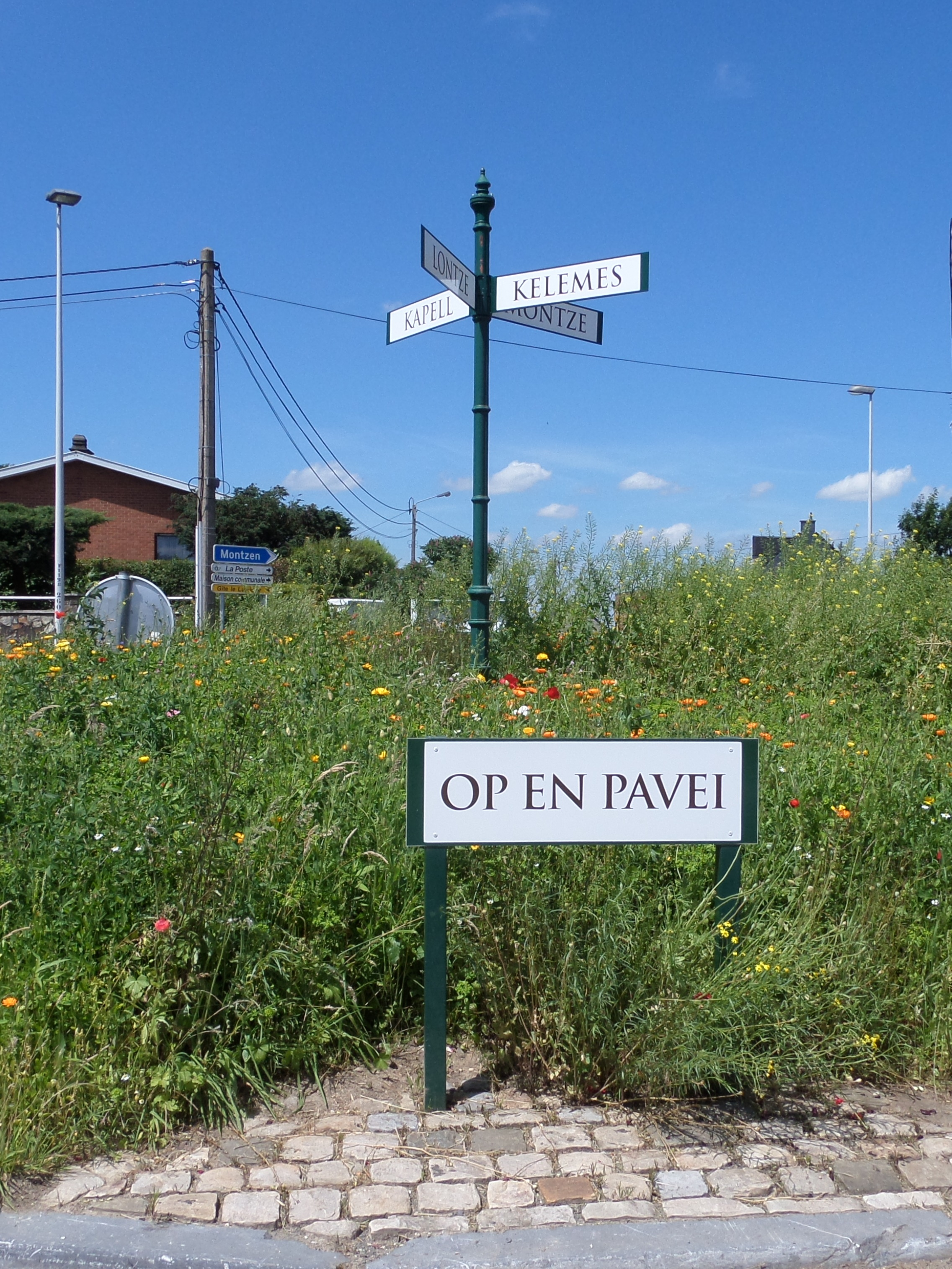
Wegwijzer in het Platdiets langs de Luikse Steenweg (Op en Pavei) in het gehucht Birken

De volkstaal van deze streek laat zich niet gemakkelijk verdringen. Meer dan twee eeuwen Franstalige invloed en verfransing hadden hier anno 1962 niet tot meer tweetaligheid geleid. Dat komt ook door het feit dat het Frans hier niet de natuurlijke cultuurtaal is, anders dan het officiële Nederlands of het Duits. Het is niet simpelweg een kwestie van tijd gebleken om de verfransing te voltooien. Het aantal gebruikers van het Platdiets neemt sinds de nieuwe wetten van 1962 echter gestaag af. Onder inwoners jonger dan 35 jaar wordt deze taal haast niet meer gesproken, wel vaak nog verstaan en de bewoners van dit gebied beschouwen zichzelf hoe langer hoe meer als Franstalig, Duitstalig of beide.
Wallonië erkende al in 1992 haar dialecten als binnenlandse regionale talen en ondersteunt en subsidieert culturele activiteiten in 't Platduutsj, zoals de bewoners de taal zelf noemen. Er wordt geen aanspraak gemaakt op een Europees statuut voor deze taal, omdat zij door Wallonië als binnenlandse regionale taal erkend is. Maar het Platdiets is geen Waals dialect. Het is dus de vraag of deze vorm van erkenning genoeg is. Voor het behoud van de oorspronkelijke volkstaal zal in toenemende mate ook externe ondersteuning nodig zijn. Culturele contacten en samenwerking met andere Limburgstaligen uit de aangrenzende omgeving en uit alle drie de betrokken landen lijken daarbij een aangewezen weg.

## Referentie
1. ↑  Vergelijk A. Boileau in Naamkunde, jaargang 1 (1969),  en Jan Segers, Haspengouwse nederzettingsnamen. Een inleiding, I, (1993), .